# Carlos Ruiz Zafón
Carlos Ruiz Zafón (ur. 25 września 1964 w Barcelonie, zm. 19 czerwca 2020 w Los Angeles) – hiszpański pisarz.

## Życiorys
Z wykształcenia był dziennikarzem. Do swoich ulubionych autorów zaliczał Fiodora Dostojewskiego, Lwa Tołstoja i Charlesa Dickensa. Od 1993 mieszkał w Los Angeles w Stanach Zjednoczonych, gdzie poświęcił się pisaniu scenariuszy filmowych i powieściopisarstwu.
Jego pierwsze cztery książki były adresowane do młodzieży (za Książę mgły otrzymał nagrodę Edebé – Premio Edebé de Literatura Infantil y Juvenil). Kolejne cztery książki (Cień wiatru, Gra anioła, Więzień nieba oraz Labirynt duchów) stanowią tetralogię. Ich fabuła jest bardziej rozwinięta w stosunku do poprzednich, przez co są skierowane również do starszych czytelników. Powieść La sombra del Viento (Cień wiatru), wydana po raz pierwszy w 2001, została do 2008 przetłumaczona na ponad 45 języków i sprzedana w ponad 10 milionach egzemplarzy, m.in. w Niemczech, Brazylii, Danii, Francji, Włoszech, Finlandii, Portugalii, Stanach Zjednoczonych, Ameryce Łacińskiej i również w Polsce. Była entuzjastycznie przyjęta przez czytelników i recenzentów, co znalazło wyraz w licznych wyróżnieniach (zainicjowała „Zafonmanię”).
Zmarł na raka jelita grubego w swoim mieszkaniu w Los Angeles.

## Publikacje

### Powieści
- Cykl Cmentarz zapomnianych książek (hiszp. El Cementerio de los Libros Olvidados)
  - Cień wiatru, 2005 (La sombra del viento, 2001)
  - Gra anioła, 2008 (El juego del ángel, 2008)
  - Więzień nieba, 2012 (El prisionero del cielo, 2011)
  - Labirynt duchów, 2017[9] (El laberinto de los espíritus, 2016)
  - Miasto  z mgły, 2020 (La Ciudad de Vapor, 2020), wyd. polskie 2021[10]

### Powieści dla młodzieży
- Cykl Trylogia mgły (hiszp. La Trilogía de la Niebla)
  - Książę mgły, 2010 (El Príncipe de la Niebla, 1993)
  - Pałac Północy, 2011 (El palacio de la medianoche, 1994)
  - Światła września, 2011 (Las luces de septiembre, 1995)
- Marina, 2009 (Marina, 1999)